# Martin Wassermann
Martin Wassermann (* 6. September 1871 in Hamburg; † 25. April 1953 in Buenos Aires) war ein deutscher und argentinischer Jurist.

## Leben
Wassermann war der Sohn eines Kaufmanns. Er besuchte das Wilhelm-Gymnasium in Hamburg und erhielt dort zu Michaelis 1889 das Reifezeugnis. 1892 legte er an der Universität Berlin die erste und 1896 an der Universität Hamburg die zweite juristische Prüfung ab. Zwischenzeitlich (1892) wurde er in Heidelberg promoviert. Danach wurde er in Hamburg Rechtsanwalt mit dem Tätigkeitsschwerpunkt auf Patent-, Urheber-, Warenzeichen- und Wettbewerbsrecht. Wassermann trat als Sozius in die Kanzlei seines Verwandten Ruben Pels (1859–1934) ein. Seit 1906 gab er die Zeitschrift Markenschutz und Wettbewerb (MuW) heraus. Nach seiner Habilitation (1919) hielt er als Privatdozent an der neu gegründeten Hamburger Universität über diese Rechtsgebiete Vorlesungen. Seit 1922 war er Direktor des Seminars für Industrierecht der Hamburger Universität; 1923 wurde er zum nichtbeamteten außerordentlichen Professor für Industrierecht ernannt. Wassermann war Spezialist auf dem Gebiet des gewerblichen Rechtsschutzes.
Das Jahr 1933 war für Wassermann einschneidend, da er Jude war. Ihm wurde August 1933 endgültig die Lehrbefugnis entzogen, und er musste die Schriftleitung seiner Zeitschrift abgeben. Er konnte aber als „Altanwalt“ im Sinne des Berufsbeamtengesetzes weiterhin tätig sein. Das war der NSDAP ein Dorn im Auge: „Das Schwarze Korps“ fragte im Dezember 1935 im Artikel „Juden als Rechtserneuerer“: „Wie lange sollen der Jude Wassermann und der Arier Bussmann noch den Gewerblichen Rechtsschutz beherrschen?“. So musste er sich im April 1936 von seinen nicht-Jüdischen Sozien Walther Fischer und Kurt Bussmann (1894–1970) trennen. Er zog eine Etage in der Bergstrasse 7 höher und die Kollegen arbeiteten so gut als es die Umstände der Zeit zuließen weiterhin zusammen. Die größeren Mandanten wie Esso oder Schülke & Mayr („Sagrotan“) hielten zu ihm und ließen sich weiterhin von ihm außergerichtlich beraten. Ende September 1938 musste er seinen Vornamen in „Maim“ ändern. Während der Reichspogromnacht hielt er sich beruflich in London auf. Auf den Rat Bußmanns hin kehrte er nicht mehr nach Deutschland zurück. Am 30. November 1938 erhielt er Berufsverbot. Im Februar 1939 emigrierte er nach Argentinien und wurde dort wieder im Patent- und Markenrecht tätig. In der Deutschen Vereinigung für gewerblichen Rechtsschutz und Urheberrecht, („Grüne Verein“) wurde Wassermann zu seinem 80. Geburtstag 1952 Ehrenmitglied.